# Сом Льоз
Сом Льоз (на френски: Somme-Leuze) е селище в Южна Белгия, окръг Динан на провинция Намюр. Населението му е около 4700 души (2006).